# Micropithecus
Micropithecus es un género extinto de primates catarrinos que vivió durante el Burdigaliense (Mioceno) entre hace 20 y 15 millones de años. La primera especie descrita en 1978 fue M. clarki, sobre la base de un fragmento de cráneo descubierto en Uganda en estratos de hace 19 millones de años. Fue un primate catarrino de dentadura similar en tamaño al cercopiteco de hocico azul (Cercopithecus cephus), por lo cual su peso pudo rondar los 3 o 4 kg. La otra especie, M. leakeyorum fue descrita en 1989 a partir de un fragmento de mandíbula izquierda, descubierta en Kenia, de entre 15 a 16 millones de antigüedad.